# Chen Dequan
Chen Dequan (chinesisch 陳德全, Pinyin Chén Déquán; * 30. August 1995 in Liaoning) ist ein chinesischer Shorttracker.
Bei den Shorttrack-Juniorenweltmeisterschaften 2012 in Melbourne gewann er die Silbermedaille über 1000 m und mit der 3000-m-Staffel. Bei den Weltmeisterschaften 2012 erreichte er über 1000 m den siebten Platz. Im Shorttrack-Weltcup 2012/13 erreichte er mit der Staffel zweimal das Podium. Chen gewann bei den Olympischen Winterspielen 2014 im Shorttrack mit der 5000-m-Staffel die Bronzemedaille. Bei der WM 2014 in Montreal gewann er beim 3000-m-Superfinale die Silbermedaille. Bei den Olympischen Winterspielen 2018 in Pyeongchang gewann er über 5000 m mit der Staffel die Silbermedaille.